# Депрессия 1920—1921 годов
Депрессия 1920—1921 годов — резкая дефляционная рецессия в Соединённых Штатах, Великобритании и других странах, начавшася через год после окончания Первой мировой войны. Рецессия продлилась с января 1920 года по июль 1921 года. Масштабы дефляции были не просто большими, но и большими по сравнению с сопутствующим снижением реального продукта.
Сразу после окончания Первой мировой войны в экономике большинства стран наступил двухлетний спад, что затруднило интеграцию миллионов демобилизованных военнослужащих в экономику. Экономика начала расти, но еще не были завершены все преобразования по переходу от экономики военного времени к экономике мирного времени. В числе причин депрессии указывают возвращение войск, что привело к всплеску численности гражданской рабочей силы и проблемам с трудоустройством ветеранов; испанский грипп; усиление действий профсоюзов; изменения в фискальной и денежно-кредитной политике; изменения ценовых ожиданий.
После окончания депрессии «ревущие двадцатые» принесли период экономического процветания с августа 1921 года по август 1929 года, вплоть до краха фондового рынка, спровоцировавшего Великую депрессию.

## Обзор
По данным американского Национального бюро экономических исследований, рецессия длилась с января 1920 года по июль 1921 года, или 18 месяцев. Это было дольше, чем большинство рецессий после Первой мировой войны, но короче, чем рецессии 1910—1912 и 1913—1914 годов (24 и 23 месяца соответственно). Она была значительно короче Великой депрессии (132 месяца) .Оценки снижения валового национального продукта также различаются: Министерство торговли США оценивало снижение ВНП на 6,9 %; Натан Балк и Роберт Дж. Гордон оценивают снижение на 3,5 %; а Кристина Ромер оценивает снижение на 2,4 %. Официального определения экономической депрессии не существует, но есть два неофициальных правила: снижение ВВП на 10 % или рецессия, продолжающаяся более трех лет, и уровень безработицы, превышающий 10 %.
Рецессия 1920—1921 годов характеризовалась значительной дефляцией, самым большим годовым процентным снижением за последние 140 лет. Министерство торговли оценивает дефляцию в 18 %, Балк и Гордон — в 13 %, а Ромер — в 14,8 %. Оптовые цены упали на 36,8 %, что стало самым резким падением цен со времен Войны за независимость США. Этот показатель хуже, чем в любой год Великой депрессии (хотя суммирование всех лет Великой депрессии дает большую совокупную дефляцию). Дефляция 1920—1921 годов была экстремальной в абсолютном выражении, необычайно экстремальной, учитывая относительно небольшое снижение валового внутреннего продукта.
| Год  | Леберготт | Ромер |
| ---- | --------- | ----- |
| 1919 | 1,4 %     | 3.0 % |
| 1920 | 5.2 %     | 5.2 % |
| 1921 | 11,7 %    | 8,7 % |
| 1922 | 6.7 %     | 6.9 % |
| 1923 | 2.4 %     | 4,8 % |

Во время рецессии резко возросла безработица. Ромер оценивает рост с 5,2 % до 8,7 %, а согласно более ранней оценке Стэнли Леберготта, уровень безработицы вырос с 5,2 % до 11,7 %. Уровень безработицы быстро снизился с окончанием рецессии и к 1923 году вернулся к уровню, соответствующему полной занятости. В период рецессии наблюдался крайне резкий спад промышленного производства. С мая 1920 года по июль 1921 года производство автомобилей сократилось на 60 %, а общее промышленное производство — на 30 %. По окончании рецессии производство быстро восстановилось. К октябрю 1922 года промышленное производство вернулось к пиковому уровню. Индекс промышленной производительности AT&T показал снижение на 29,4 %, за которым последовал рост на 60,1 % — по этому показателю рецессия 1920—1921 годов имела самый сильный спад и самое устойчивое восстановление среди всех рецессий между 1899 годом и Великой депрессией.
Рецессия 1920—1921 годов привела к самому большому падению деловой активности среди всех рецессий с 1873 года до Великой депрессии (больше, чем рецессия 1873—1879 годов, рецессия 1882—1885, рецессия 1893—1894 и рецессия 1907—1908).
Во время рецессии акции резко упали. Промышленный индекс Доу-Джонса достиг пика в 119,6 3 ноября 1919 года, за два месяца до начала рецессии. Рынок достиг дна 24 августа 1921 года на отметке 63,9, упав на 47 % (для сравнения, Dow упал на 44 % во время паники 1907 года и на 89 % во время Великой депрессии). Предпринимательский климат был ужасным для бизнеса: с 1919 по 1922 год уровень банкротств предприятий утроился, увеличившись с 37 до 120 банкротств на каждые 10 000 предприятий. Предприятия, избежавшие банкротства, столкнулись с падением прибыли на 75 %.

## Причины
Факторы, которые экономисты указали как потенциально вызывающие или способствующие спаду, включают возвращение войск с войны, что привело к всплеску численности гражданского населения, росту безработицы и стагнации заработной платы; снижение цен на сельскохозяйственную продукцию из-за послевоенного восстановления европейского сельскохозяйственного производства, что увеличило предложение; более жесткая денежно-кредитная политика для борьбы с послевоенной инфляцией 1919 года; и ожидания будущей дефляции, которые привели к сокращению инвестиций.

### Конец Первой мировой войны
Переход от военного времени к мирному стал огромным потрясением для экономики США. Заводы, ориентированные на военное производство, были вынуждены закрыться или переоснастить свое производство. После Дня перемирия в Соединенных Штатах наступила кратковременная рецессия, за которой последовал всплеск роста. Однако на спад, произошедший в 1920 году, также повлияли изменения, произошедшие после окончания войны, в частности демобилизация солдат. Одним из самых крупных изменений стало возвращение солдат на гражданскую работу. В 1918 году в Вооружённых силах служило 2,9 млн человек. В 1919 году эта цифра сократилась до 1,5 миллиона, а к 1920 году — до 380 тысяч. Наиболее разительные последствия для рынка труда проявились в 1920 году, когда численность гражданской рабочей силы увеличилась на 1,6 млн человек, или на 4,1 %, всего за один год. (Хотя это и меньше, чем цифры демобилизации после Второй мировой войны в 1946 и 1947 годах, это, тем не менее, самый большой задокументированный прирост рабочей силы за один год).

### Пандемия гриппа 1918—1920 гг.
Пандемия испанского гриппа в Соединенных Штатах началась весной 1918 года и возобновилась волнами в 1920 году, в результате чего погибло около 675 000 американцев. Поскольку значительная часть смертей пришлась на людей трудоспособного возраста, вызванные этим экономические потрясения были особенно серьезными. Грипп стал причиной снижения валового внутреннего продукта во всем мире на 6-8 процентов в период с 1919 по 1921 год.

### Профсоюзы
Во время Первой мировой войны профсоюзы усилили свое влияние — правительство испытывало огромную потребность в товарах и услугах, а поскольку в армии было призвано много молодых людей, на рынке труда наблюдался дефицит рабочей силы. Однако после войны для профсоюзов наступил период потрясений, поскольку они утратили возможность вести переговоры. В 1919 году в забастовках приняли участие 4 миллиона рабочих, что значительно больше, чем 1,2 миллиона в предыдущие годы. Среди крупных забастовок были забастовка рабочих металлургической и сталелитейной промышленности в сентябре 1919 года, забастовка шахтеров-угольщиков в ноябре 1919 года и крупная забастовка железнодорожников в 1920 году.

### Денежно-кредитная политика
Милтон Фридман и Анна Шварц в своей книге "Денежная история США " рассматривают ошибки в политике Федеральной резервной системы как ключевой фактор кризиса. В ответ на инфляцию после Первой мировой войны Федеральный резервный банк Нью-Йорка начал резко повышать процентные ставки. В декабре 1919 года ставка была повышена с 4,75 % до 5 %. Месяц спустя она была повышена до 6 %, а в июне 1920 года — до 7 % (самые высокие процентные ставки за весь период, за исключением 1970-х и начала 1980-х годов).

### Дефляционные ожидания
С 1896 года экономика была в целом инфляционной, а с 1914 по 1920 год цены быстро росли. Поэтому люди и предприятия ожидали существенного падения цен с окончанием войны.

## Реакция правительства
Медленная реакция президента Вудро Вильсона на депрессию подверглась критике со стороны представителей Республиканской партии, что позволило занять Белый дом Уоррену Гардингу. Придя к власти, Гардинг по инициативе тогдашнего министра торговли Герберта Гувера созвал Президентскую конференцию по безработице в связи с ростом безработицы во время рецессии. Около 300 видных представителей промышленности, банковского дела и профсоюзов собрались в сентябре 1921 года для обсуждения проблемы. Гувер организовал комитет по безработице. Комитет создал отделения в каждом штате, где наблюдается значительный уровень безработицы, а также отделения в местных сообществах и чрезвычайные комитеты мэров в 31 городе. Комитет оказывал помощь безработным, а также организовывал сотрудничество между местными и федеральными органами власти. Президент Гардинг подписал Чрезвычайный тариф 1921 года и Тариф Фордни-Маккамбера. Министр финансов Эндрю Меллон также успешно добился снижения ставок подоходного налога, чтобы способствовать восстановлению экономики.

## Последующий анализ событий
Согласно анализу, проведенному в 1989 году Милтоном Фридманом и Анной Шварц, рецессия 1920—1921 годов была результатом ненужной сдерживающей денежно-кредитной политики Федерального резервного банка. Пол Кругман согласен с тем, что причиной проблемы стали высокие процентные ставки, вызванные усилиями ФРС по борьбе с инфляцией. Это привело не к дефициту совокупного спроса, а к дефициту совокупного предложения. После того, как ФРС смягчила свою денежно-кредитную политику, экономика быстро восстановилась.
Кроме того, Аллан Х. Мельцер предполагает, что поскольку в США существовал золотой стандарт, отток золота из гиперинфляционной Европы в США увеличил номинальный уровень денежной базы. Это положило конец дефляции и способствовало экономическому восстановлению.
Джеймс Грант в своей книге 2014 года «Забытая депрессия 1921 года» рассуждает о том, почему депрессия 1920—1921 годов была относительно короткой по сравнению с экономической рецессией XXI века и последующим экономическим спадом, начавшимся в 2007 году. «Самым важным моментом в давно прошедшем спаде 1920—1921 годов является то, что это была своего рода последняя демонстрация того, как работает ценовой механизм, и последний спад делового цикла, не опосредованный правительством, то есть это был последний спад, который правительство не пыталось лечить фискальным вмешательством с гораздо более низкими процентными ставками. Фактически, ФРС, тогда еще молодая, поскольку была основана только в 1914 году, подняла ставки перед началом действительно жестокой дефляции». 

## Великобритания
Первоначально в Великобритании наблюдался экономический бум в 1919—1920 годах, поскольку частный капитал, накопленный за четыре года войны, был инвестирован в экономику. Судостроительная отрасль была завалена заказами на замену утраченных судов (во время войны было уничтожено 7,9 млн тонн торгового флота). Однако к 1920 году переход Великобритании от военной к мирной экономике затормозился, и в 1920—1922 годах в экономике наступила серьезная рецессия. ВВП резко упал на 22 % в период с августа 1920 года по май 1921 года. Объем производства не превышал уровень 1920 года до весны 1924 года. Поскольку другие крупные экономики также страдали от рецессии, экспортно-зависимая экономика Великобритании пострадала особенно сильно. Безработица достигла 17 %, а общий экспорт составил лишь половину от довоенного уровня.